# Gilbert Sheldon

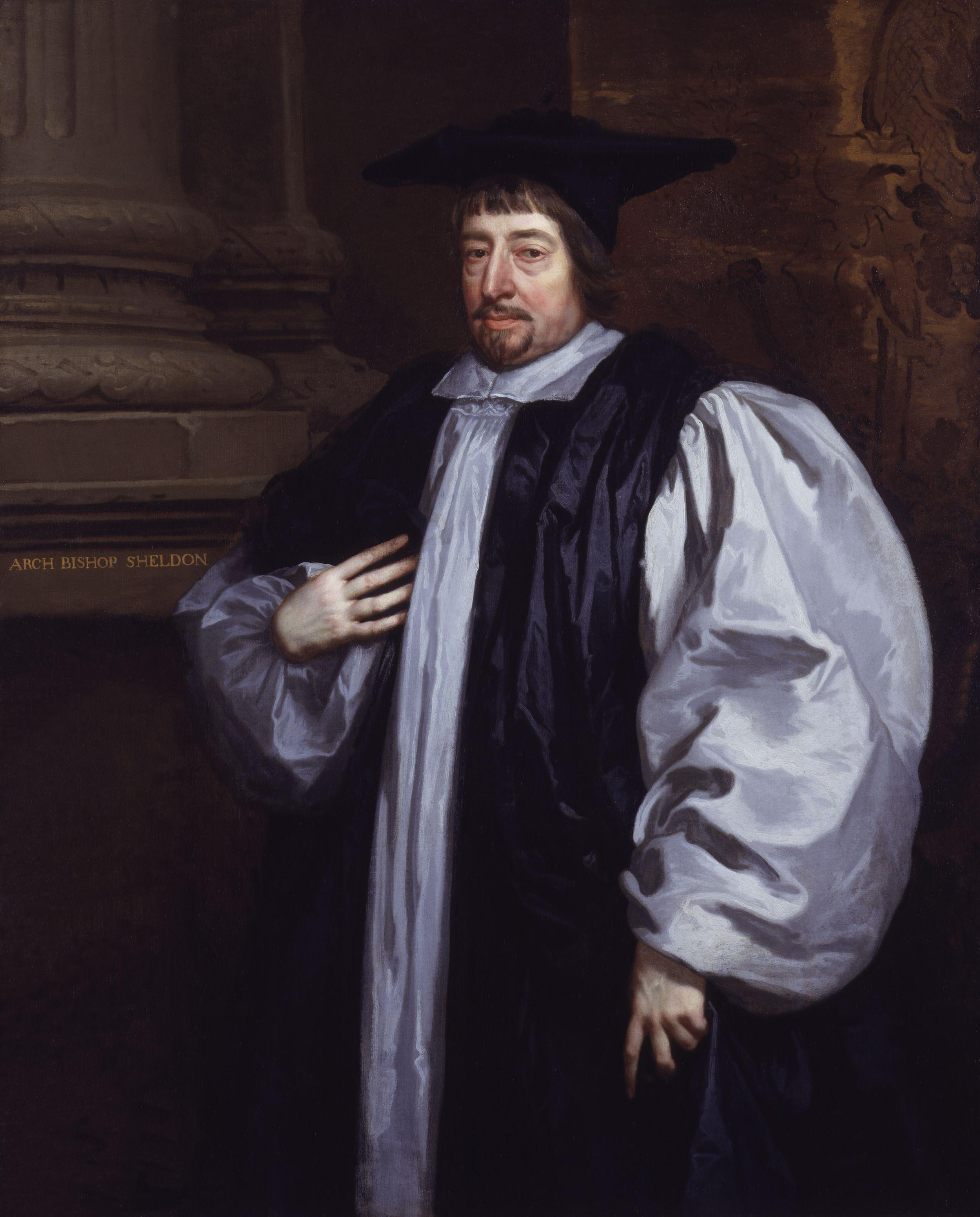
Gilbert Sheldon, Gemälde von Peter Lely (Werkstatt), National Portrait Gallery

Gilbert Sheldon (* 19. Juli 1598 in Stanton; † 9. November 1677 in London) war von 1663 bis zu seinem Tod Erzbischof von Canterbury.

## Biografie
In Gilbert Sheldons persönlicher Bibel ist das Geburtsdatum 19. Juli 1598 notiert. Sein Vater Roger Sheldon war Vogt des Earl of Shrewsbury, der am 22. Juli in Stanton (Staffordshire) bei der Taufe von dessen jüngstem Sohn Pate stand und nach dem der Täufling seinen Vornamen erhielt.
Im Sommer 1614 begann Gilbert Sheldon sein Studium am Trinity College (Cambridge), wo er 1619 Bachelor, 1620 Master wurde. 1623 wurde er als Fellow des All Souls College in Oxford angenommen und empfing im folgenden Jahr die Diakonenweihe durch den Bischof von Oxford. Die Priesterweihe, deren Datum nicht dokumentiert ist, erfolgte wohl kurz darauf. Am 11. November 1628 erlangte Sheldon den Grad eines Bachelor der Theologie, und nun provozierte er das calvinistische Establishment mit der These, der Papst sei nicht der Antichrist, eine in der damaligen Church of England unerhörte Behauptung.
Negative Folgen hatte das für Sheldon nicht. Er gehörte zum Kreis des Erzbischofs William Laud, der Sheldons akademische Karriere anscheinend förderte. Bei seiner Promotion zum Doktor der Theologie (25. Juni 1634) hatte Sheldon folgende Thesen zu widerlegen:
- Der Papst hat die Vollmacht, christliche Fürsten abzusetzen.
- Kleriker sind iure divino nicht der weltlichen Gesetzgebung unterstellt.

Außerdem sollte er Gründe dafür anführen, warum es statthaft sei, römisch-katholische Engländer einen Treueeid schwören zu lassen. 1635 wurde Sheldon zum Direktor (warden) von All Souls ernannt und nahm in den nächsten Jahren weitere Leitungsaufgaben im Bereich der Universität Oxford wahr; parallel dazu stieg er in der kirchlichen Hierarchie zum Hofkaplan auf und wurde Rektor von Oddington und Newington (beides Oxfordshire).
Politisch war Gilbert Sheldon ein loyaler Unterstützer des Königs Karl I., auch während des Bürgerkriegs. An den Verhandlungen von Uxbridge (1644) war er beteiligt. Zusammen mit Henry Hammond war er einer der Geistlichen, die dem Monarchen besonders nahestanden, und hatte das Amt des Clerk of the closet inne. Das universitäre Leben in Oxford ging während des Bürgerkriegs zunächst seinen Gang, aber 1647 widersetzte sich Sheldon einer Visitation durch das Parlament. 1648 verlor er deshalb seine universitären Ämter und kam in Haft. Die Umstände der Haft (es kann sich auch um Hausarrest gehandelt haben) und deren Dauer werden unterschiedlich angegeben. Nach seiner Freilassung erwog er, ins Exil zu gehen, wohnte dann aber an wechselnden Orten in Zentralengland, bevorzugt als Gast von Sir Robert Shirley in Staunton Harold.
Während des Interregnums war Sheldon Teil eines royalistischen anglikanischen Netzwerks und pflegte zahlreiche Briefkontakte. Oft ging es dabei um gelehrten Austausch über patristische und andere theologische und philosophische Themen. Die Frage der Bischofsweihen und damit der Zukunft der Church of England wurde zunehmend drängender. Sheldon interpretierte die Lage der anglikanischen Kirche in Analogie zur Alten Kirche, man lebe unter einer nichtchristlichen, kirchenfeindlichen Regierung. Bei der Wiederherstellung der Monarchie (Stuart-Restauration) waren Presbyterianer, sowohl Politiker als auch Geistliche, führend, Anglikaner wie Sheldon warteten ab.
Als Karl II. aus dem Exil zurückkehrte, wurde Sheldon zum Dekan der königlichen Kapelle ernannt (Dean of the Chapel Royal); als am 28. Juni 1660 die Restitution der Monarchie gefeiert wurde, predigte er in Whitehall in Gegenwart des Königs, sehr darauf bedacht, weder Puritaner noch Presbyterianer zu provozieren. Von verschiedenen Seiten wurde er als Vertrauter des Königs angesprochen; ob er wirklich eine graue Eminenz am Hofe war, steht dahin. Für seine royalistische Haltung wurde er belohnt und am 28. Oktober 1660 zum Bischof von London geweiht. Er hatte den Titel Master of the Savoy während der Savoy Conference von 1661, bei der Vertreter einer bischöflichen und einer presbyterialen Ordnung über die künftige Kirchenverfassung diskutierten. Bei den Sitzungen war er selten anwesend, schien aber immer sehr gut informiert.

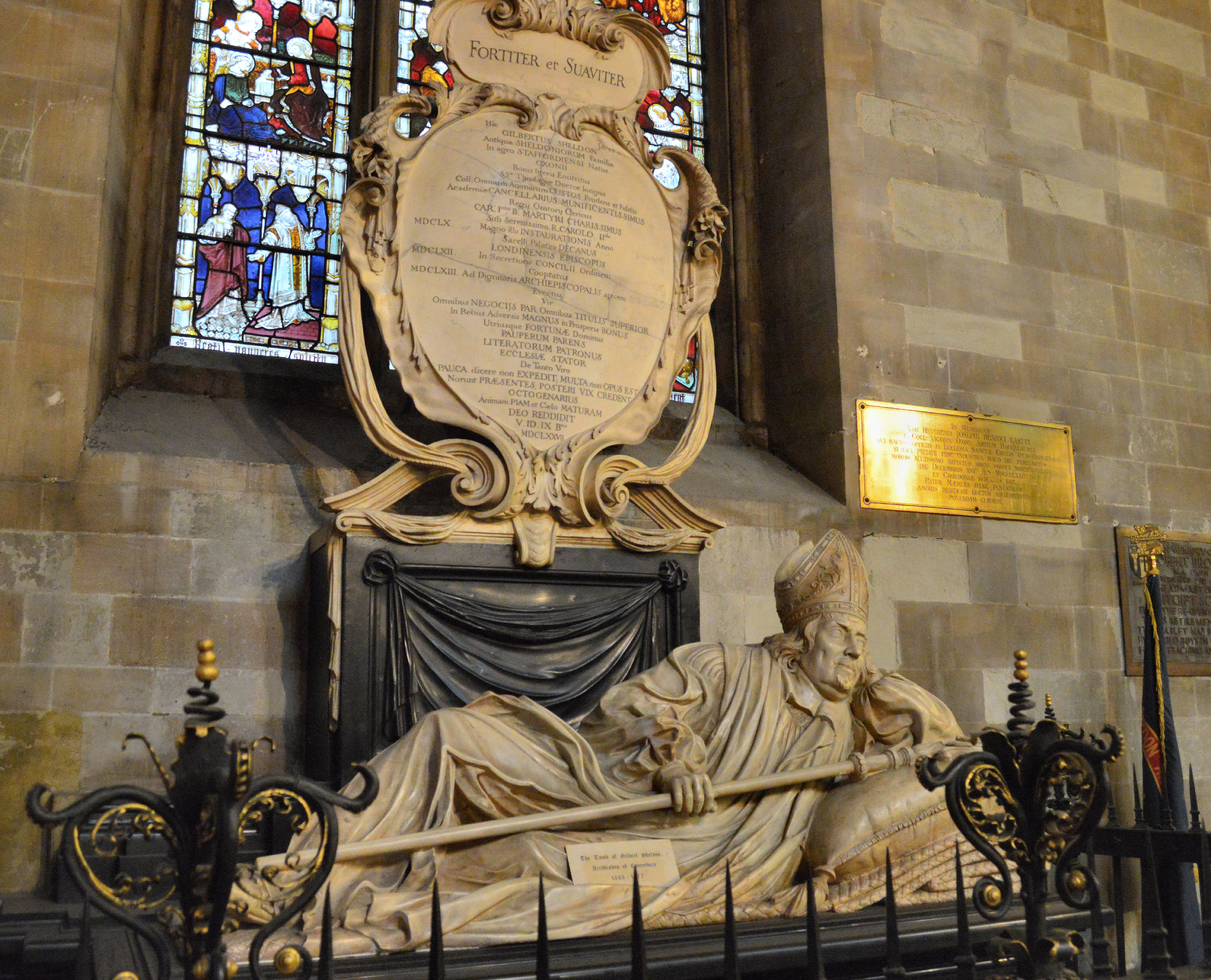
Grabmonument Gilbert Sheldons in Croydon

Dass Gilbert Sheldon zum Erzbischof von Canterbury ernannt werden würde, hatte sich bereits im Voraus abgezeichnet, denn er vertrat den gebrechlichen Amtsinhaber William Juxon unter anderem bei der Krönungszeremonie Karls II. Am 31. August 1663 wurde er in sein Amt eingeführt. Als Erzbischof legte Sheldon großen Wert auf Uniformität, Nonkonformismus wurde unterdrückt. Um damit erfolgreich zu sein, brauchte er einerseits eine hohe Disziplin in der Kirche, andererseits Bereitschaft zu Reformen. 1667 wurde er zum Kanzler der Universität Oxford ernannt.
Gilbert Sheldon starb im Lambeth Palace am 9. November 1677 und wurde am 16. November auf dem Kirchhof von Croydon neben Erzbischof John Whitgift beigesetzt. Sein Neffe Joseph Sheldon ließ in der Kirche von Croydon eine marmorne Skulptur des Verstorbenen aufstellen, eine Arbeit von Jasper Latham.